# Oorlog van de twee Peters
De Oorlog van de twee Peters was een oorlog tussen Peter I van Castilië en Peter IV van Aragón en hun bondgenoten en duurde van 1356 tot 1375. Het was een neveneffect van de Castiliaanse Burgeroorlog en de Honderdjarige Oorlog.

## Achtergrond
Peter I van Castilië was in een burgeroorlog verzeild geraakt met zijn halfbroer Hendrik Trastámara om de Kroon van Castilië. Daarnaast had hij zijn zinnen gezet op het Koninkrijk Murcia om samen met de Republiek Genua, de Middellandse Zee te domineren. Dit was een strategisch gevaar voor de Kroon van Aragón en Peter IV van Aragón mengde zich in de Castiliaanse Burgeroorlog.

## Oorlog
De oorlog brak uit in 1356 door het zinken van twee Genuese schepen door de Aragonezen. In de periode tussen het begin van het conflict en 1360 hadden de Castiliaanse troepen een overweldigende superioriteit, zowel over land en over zee. In deze periode behaalden de Aragonese troepen en de Castiliaanse rebellen slechts één overwinning. Tussen 1365 en 1369 was de Castiliaanse Burgeroorlog het hevigst en in in 1369 wist Hendrik Trastámara, Peter I van Castilië te onttronen. Tijdens de Slag bij Montiel in 1369 sneuvelde Peter I van Castilië en was de oorlog voorbij.

## Besluit
Uiteindelijk werd in 1375 werd in Almazán de vrede getekend tussen de koninkrijken Castilië en Aragón. De ondertekenaars waren koning Peter IV van Aragón,  en koning Hendrik II van Castilië en eindigde in een status quo.